# Vieira leschenaulti
Vieira leschenaulti är en insektsart som först beskrevs av Navás 1911.  Vieira leschenaulti ingår i släktet Vieira och familjen guldögonsländor. Inga underarter finns listade i Catalogue of Life.